# Kallahdenniemi
Kallahdenniemi  est une péninsule du golfe de Finlande dans la section Kallahti de Vuosaari a Helsinki en Finlande.

## Présentation
La péninsule est née il y a environ 12 000 ans de la fonte des eaux d'un glacier continental.
La péninsule est prolongée dans la mer par des bancs de sable sous-marins et un fond sablonneux.
L'esker Kallahdenharju relie la péninsule Kallahdenniemi au continent.
Les points sous-marins les plus élevés du Kallahdenharju sont désormais des îles comme  Santinen et Iso Leikosaari.
Les rivages de la péninsule sont des plages de sable.
À la base de la péninsule se trouve la plage d'Iso Kallahti, tandis que la plage de Kallahdenniemi est située près du cap.
Cette plage peu profonde est particulièrement appréciée des familles avec enfants. Pendant la période de migration, la péninsule attirent aussi des oiseaux migrateurs, tels que des garrots et des fuligules morillons.
Kallahdenniemi abrite le centre culturel Sofia et des villas.
La rue Kallvikinniementie traverse la péninsule, commençant à l'école Kallahti et se terminant au nord de la plage.
À côté de la route, une voie de circulation douce mène a la plage.

## Protection
La péninsule compte deux réserves naturelles Natura 2000: le Kallahdenharju et la prairie côtière de Kallahti près de la plage.

## Galerie

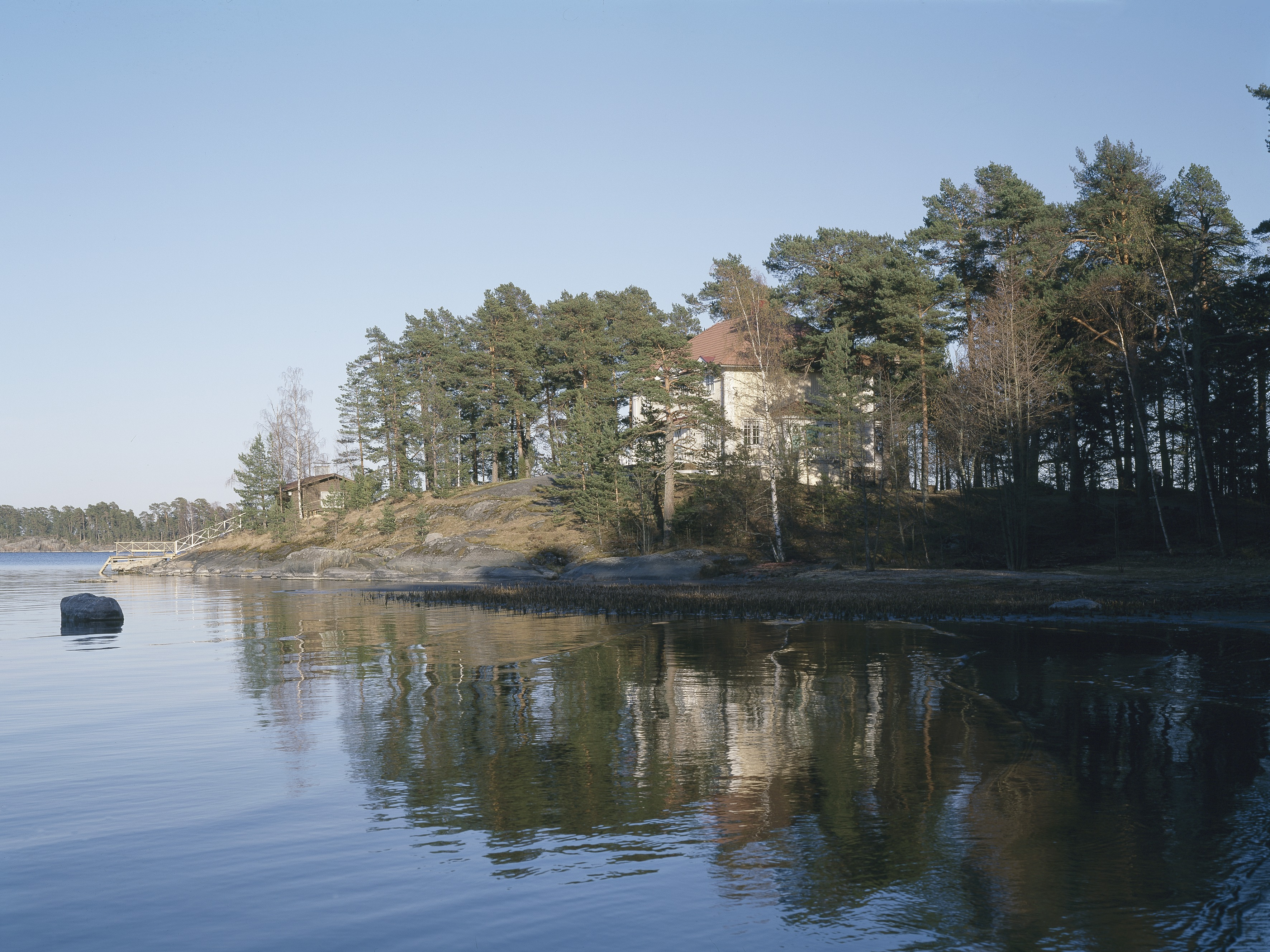
Villa Schroderus.
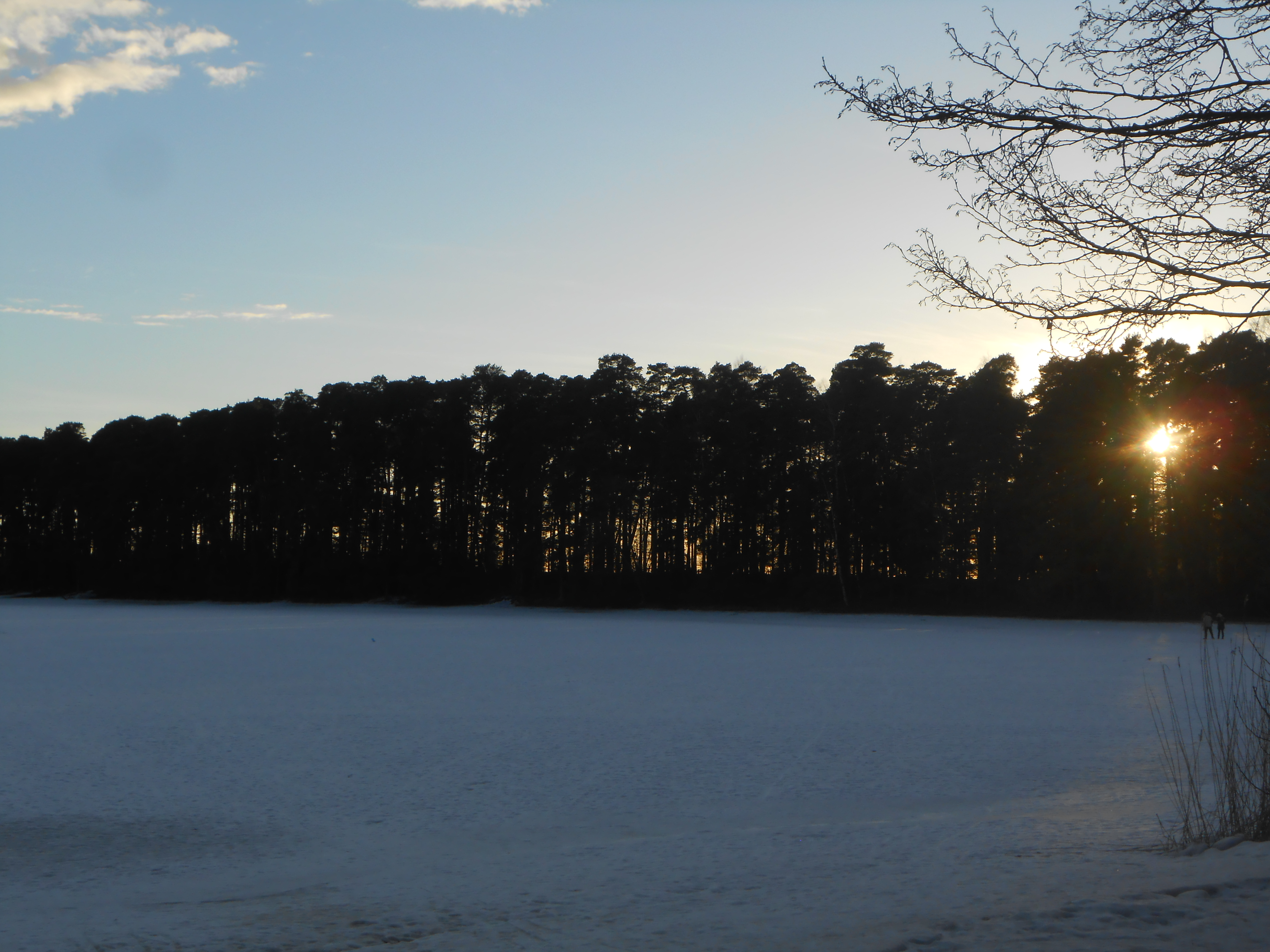
Kallahdenharju en hiver.
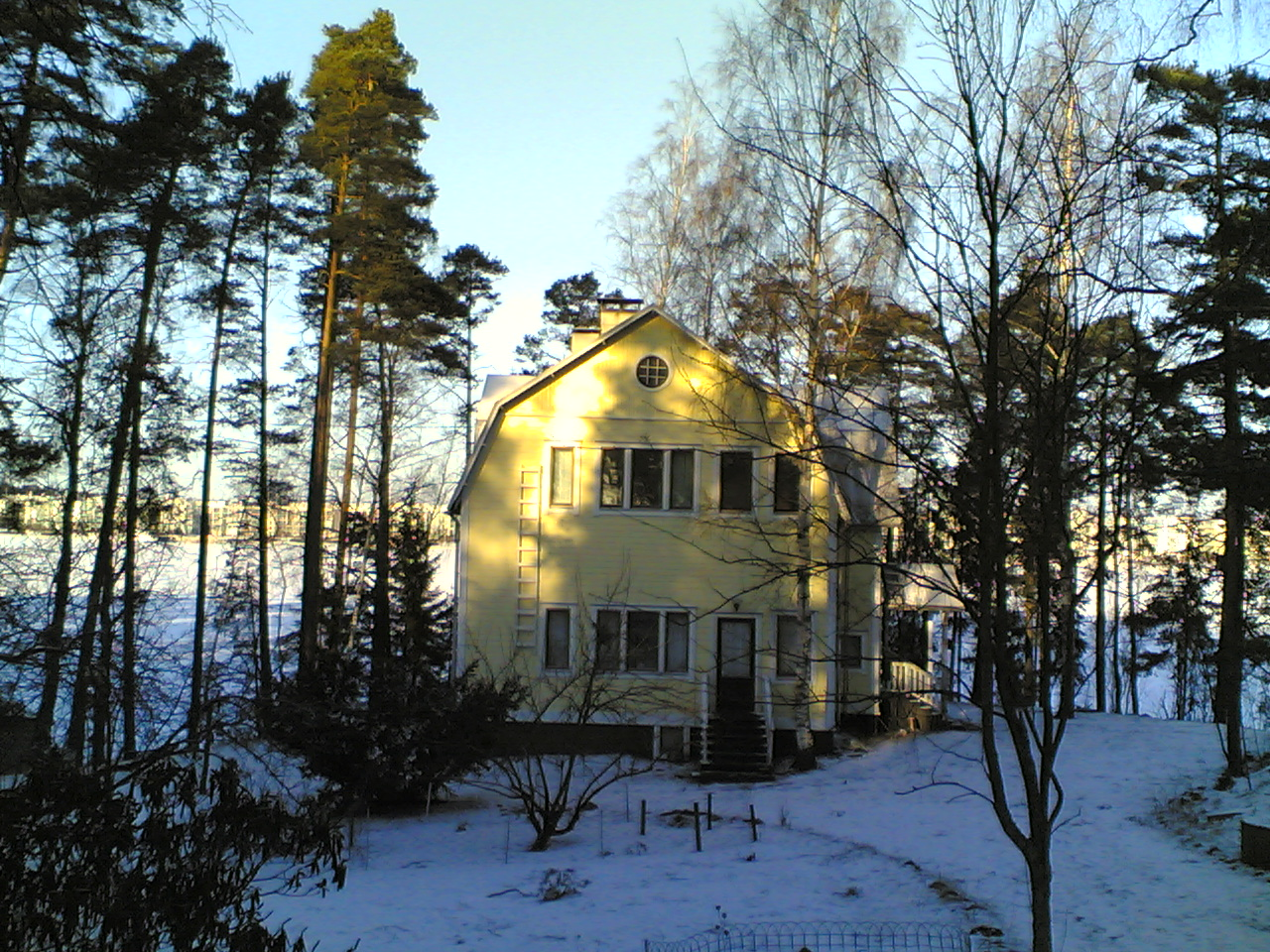
Leppäniementie.
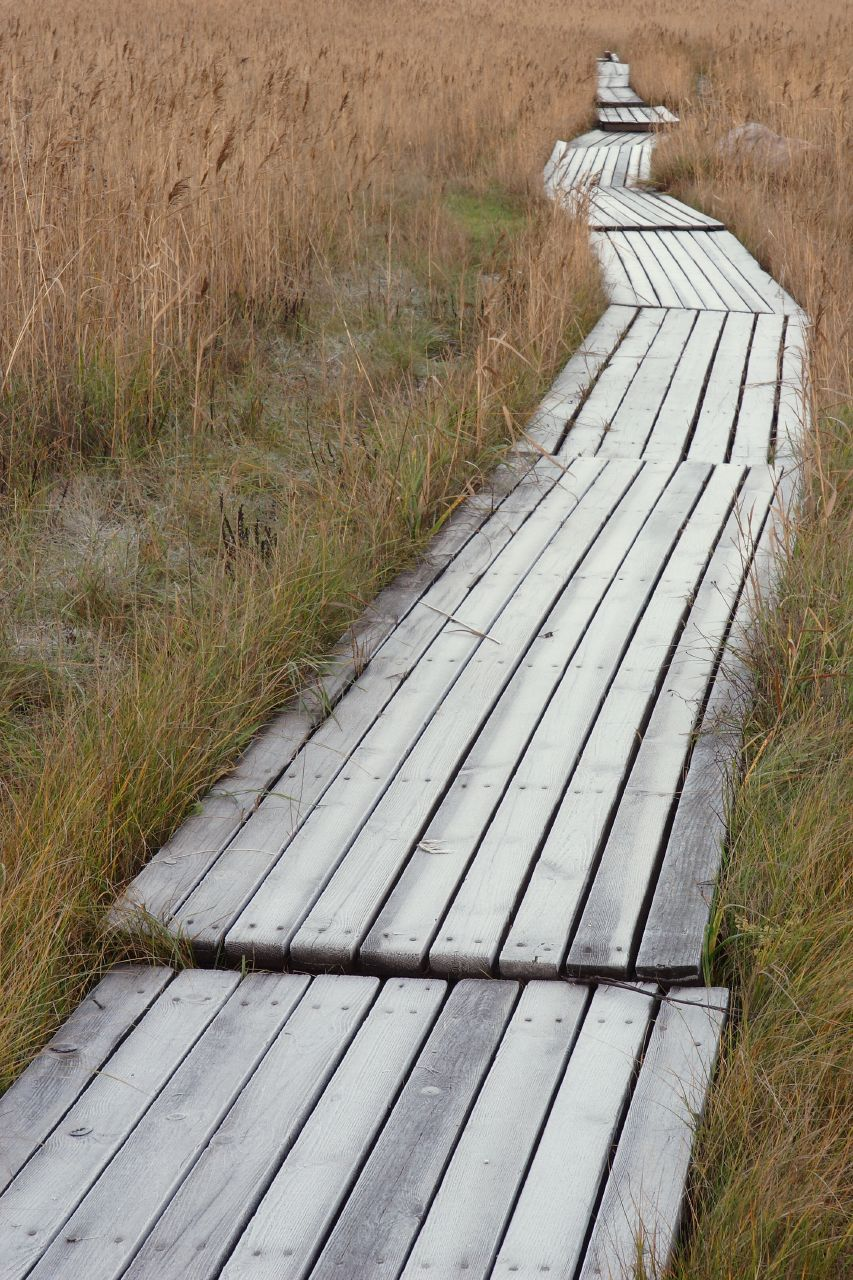
Prairie côtière.
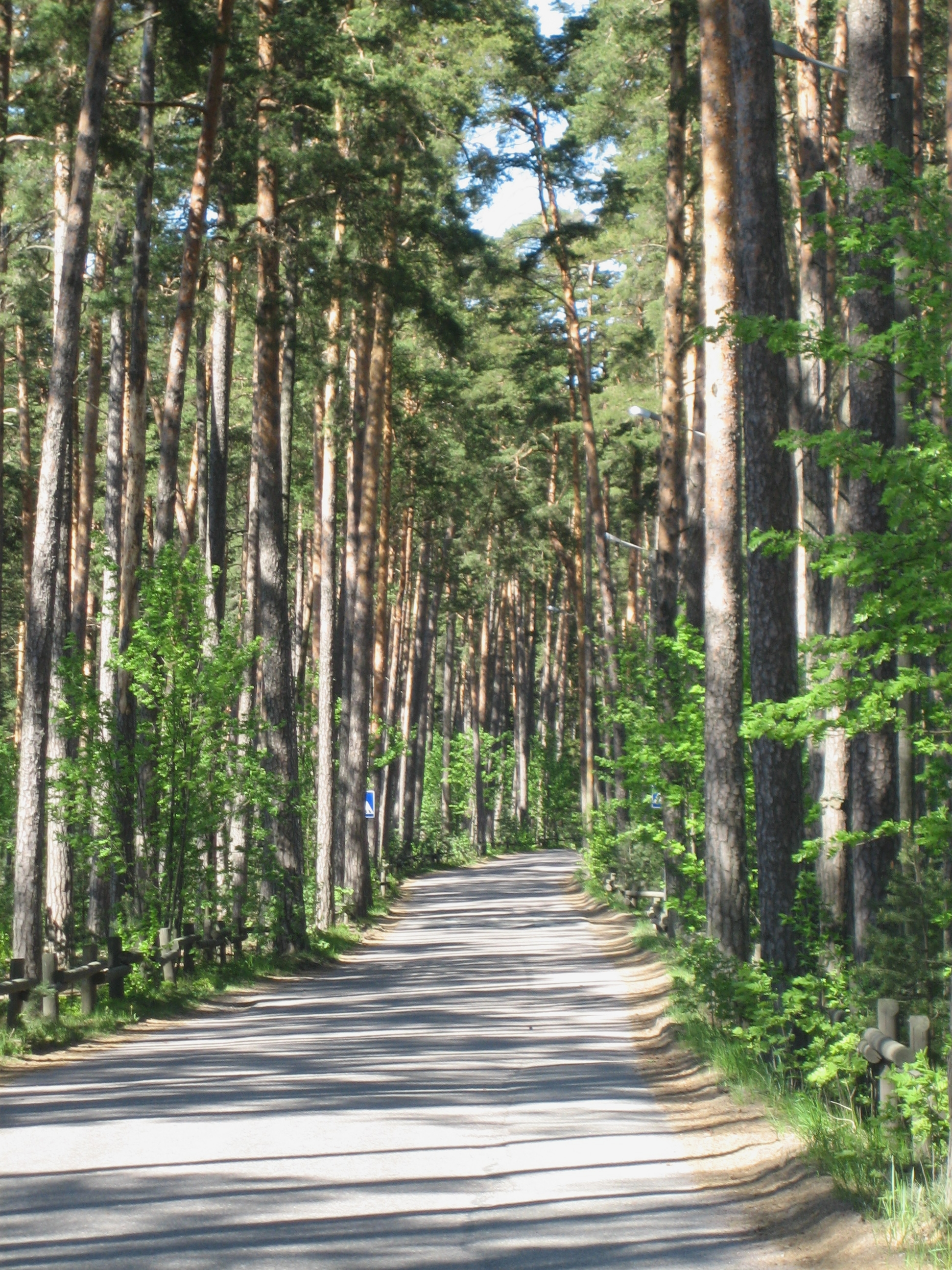
Kallvikinniementie.